# Юнкер, Мадс
Мадс Ю́нкер (дат. Mads Junker; род. 21 апреля 1981, Хумлебек, Фредериксборг) — датский футболист, игравший на позиции нападающего. Выступал за сборную Дании.

## Карьера

### Клубная
Мадс Юнкер начал карьеру игрока в сезоне 1999/00 в клубе «Люнгбю». До 2006 года выступал в Дании за команды высшего и первого дивизионов. В январе 2006 года датский нападающий перешёл в нидерландский Витесс. Сумма трансфера составила 2 миллиона евро.
Форвард дебютировал в «Витессе» 15 января 2006 года в домашнем матче чемпионата против «Фейеноорда», проигранном «Витессом» со счетом 0:1. 11 февраля 2006 года Юнкер забил первый гол в Эредивизи. В матче 24-го тура против «Херенвена» датский нападающий открыл счет в начале первого тайма.
За три с половиной сезона в «Витессе» Юнкер забил лишь 17 голов и летом 2009 года был отдан в аренду в клуб «Рода». Оказавшись в команде из Керкраде, датчанин проявил себя результативным форвардом. Забив 21 гол, он занял третью строчку в списке бомбардиров чемпионата. В июне 2010 года Мадс Юнкер подписал с «Родой» контракт до окончания сезона 2011/12.
Летом 2012 года форвард пополнил ряды бельгийского «Мехелена». Дебютировал в команде 28 июля 2012 года в матче с «Шарлеруа». Юнкер вышел на игру в стартовом составе и за несколько минут до конца встречи уступил место на поле Кевину Ванденбергу
.
Первый гол в лиге Жюпиле датский форвард забил 26 августа того же года в ворота льежского «Стандарда» с передачи Ксавье Чена
.

### В сборной
Выступал за молодежную сборную Дании, первый матч в составе которой в турнирах УЕФА провел 1 июня 2001 года в рамках отборочного раунда чемпионата Европы—2002.
За первую сборную Дании впервые сыграл в 2006 году. В сезоне 2010/11 провел за сборную 4 матча, в том числе 2 — в рамках отборочного турнира к Евро—2012. 11 августа 2010 года в товарищеском матче со сборной Германии Мадс Юнкер впервые забил гол за сборную, установив окончательный счет встречи — 2:2.

## Статистика
| Матчи Юнкера за сборную Дании | Матчи Юнкера за сборную Дании | Матчи Юнкера за сборную Дании | Матчи Юнкера за сборную Дании | Матчи Юнкера за сборную Дании | Матчи Юнкера за сборную Дании | Матчи Юнкера за сборную Дании |
| ----------------------------- | ----------------------------- | ----------------------------- | ----------------------------- | ----------------------------- | ----------------------------- | ----------------------------- |
| №                             | Дата                          | Оппонент                      | Счёт                          | Голы Юнкера                   | Соревнование                  |                               |
| 1                             | 16 августа 2006               | Польша                        | 2:0                           | -                             | Товарищеский матч             |                               |
| 2                             | 11 августа 2010               | Германия                      | 2:2                           | 1                             | Товарищеский матч             |                               |
| 3                             | 7 сентября 2010               | Исландия                      | 1:0                           | -                             | Отборочный матч ЧЕ—2012       |                               |
| 4                             | 12 октября 2010               | Кипр                          | 2:0                           | -                             | Отборочный матч ЧЕ—2012       |                               |
| 5                             | 17 ноября 2010                | Чехия                         | 0:0                           | -                             | Товарищеский матч             |                               |
| 6                             | 10 августа 2011               | Шотландия                     | 1:2                           | -                             | Товарищеский матч             |                               |
| 7                             | 29 февраля 2012               | Россия                        | 0:2                           | -                             | Товарищеский матч             |                               |